# Iwan Sergejewitsch Chochlow

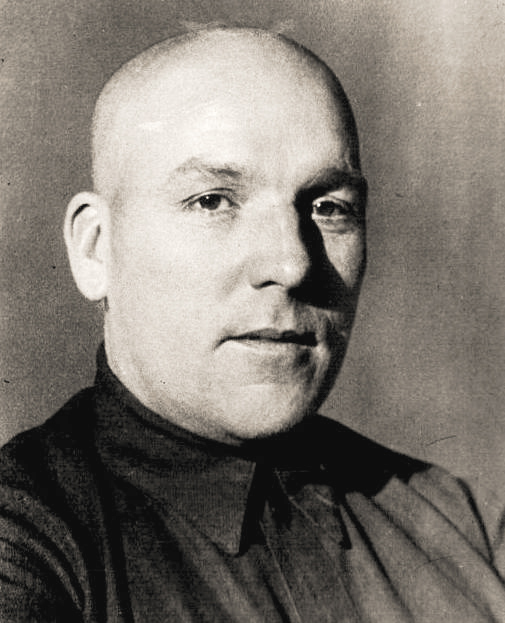
Iwan Sergejewitsch Chochlow, 1938

Iwan Sergejewitsch Chochlow (russisch Иван Сергеевич Хохлов; * 16. Maijul. / 28. Mai 1895greg. in Gubino, Bronnizy, Gouvernement Moskau, Russisches Kaiserreich; † 11. Februar 1973 in Moskau) war ein sowjetischer Politiker der Kommunistischen Partei der Sowjetunion (KPdSU) und Generalleutnant des Quartiermeisterdienstes der Roten Armee, der unter anderem zwischen 1940 und 1943 Vorsitzender des Rates der Volkskommissare der Russischen Sozialistischen Föderativen Sowjetrepublik (RSFSR) war.

## Leben
Iwan Chochlow wurde 1918 Mitglied der Kommunistischen Partei der Sowjetunion (KPdSU) und trat in die Rote Armee ein, in der er am Russischen Bürgerkrieg teilnahm. Im Anschluss fand er verschiedene Verwendungen in Staats- und Parteiverwaltung und absolvierte zwischenzeitlich 1931 die Finanzakademie. Am 23. August 1937 wurde er Vorsitzender des Exekutivkomitees der Oblast Moskau und bekleidete dieses Amt bis zum 9. September 1938, woraufhin er zwischen September 1938 und Juli 1940 Vorsitzender des Präsidiums des Zentralverbandes der Konsumgenossenschaften der UdSSR und der Russischen Sozialistischen Föderativen Sowjetrepublik (RSFSR) war. 1938 wurde er zudem Deputierter des Obersten Sowjets der UdSSR, dem er von der ersten bis zur vierten Legislaturperiode bis 1958 angehörte. Auf dem XVIII. Parteitag der Allunionskommunistischen Partei der Bolschewiki (10.–21. März 1939) wurde er auch zum Kandidaten des Zentralkomitees (ZK) gewählt und hatte diese Funktion nach seiner Wiederwahl auf dem XIX. Parteitag der KPdSU (5.–14. Oktober 1952) bis zum XX. Parteitag der KPdSU (14.–25. Februar 1956) inne.
Als Nachfolger von Wassili Wassiljewitsch Wachruschew übernahm Chochlow am 2. Juni 1940 das Amt als Vorsitzender des Rates der Volkskommissare der Russischen Sozialistischen Föderativen Sowjetrepublik und bekleidete dieses Amt bis zum 23. Juni 1943, woraufhin Alexei Nikolajewitsch Kossygin seine Nachfolge antrat. Nach Beginn des Deutsch-Sowjetischen Krieges am 22. Juni 1941 war er vom 28. September 1941 bis zum 24. April 1944 Chef der Politischen Abteilung der Westfront der Roten Armee, sodass zwischenzeitlich vom 5. Mai 1942 bis zum 3. Mai 1943 Konstantin Dmitrijewitsch Pamfilow als kommissarischer Vorsitzender des Rates der Volkskommissare der RSFSR fungierte. Im Laufe des Zweiten Weltkrieges wurde er am 12. Februar 1943 zum Generalleutnant des Quartiermeisterdienstes der Roten Armee befördert und war als solcher zwischen dem 24. April 1944 und dem 9. Mai 1945 Mitglied des Militärrates der 3. Weißrussischen Front.
Nach Ende des Zweiten Weltkrieges fungierte Iwan Chochlow zwischen 1945 und 1955 abermals als Vorsitzender des Präsidiums des Zentralverbandes der Konsumgenossenschaften der UdSSR und wurde daraufhin 1955 Leiter der Hauptdirektion für die Staatshandelsinspektion der Handelsministerien der UdSSR und der RSFSR. Für seine Verdienste in der Sowjetunion wurde er mehrfach ausgezeichnet und erhielt unter anderem den Rotbannerorden, den Kutusoworden Erster Klasse, den Bogdan-Chmelnizki-Orden Erster Klasse, den Orden des Roten Sterns, die Medaille „Für die Verteidigung Moskaus“, die Medaille „Sieg über Deutschland“, die Medaille „Für die Einnahme Königsbergs“ und die Medaille „Für heldenmütige Arbeit im Großen Vaterländischen Krieg 1941–1945“.